# Gigi Gryce (album)
| Recensione | Giudizio |
| ---------- | -------- |
| AllMusic   |          |

Gigi Gryce è un album a nome Gigi Gryce Orchestra/Gigi Gryce Quartet, pubblicato dall'etichetta discografica Signal Records nel 1955.

## Tracce

### LP
Lato A
Orchestra
1. Speculation – 4:03 (musica: Horace Silver) – Registrato il 22 ottobre 1955
2. In a Meditating Mood – 4:22 (musica: Gigi Gryce) – Registrato il 22 ottobre 1955
3. Social Call – 2:44 (testo: Jon Hendricks – musica: Gigi Gryce) – Registrato il 22 ottobre 1955
4. Smoke Signal – 3:38 (musica: Gigi Gryce) – Registrato il 22 ottobre 1955
5. (You'll Always Be) The One I Love – 3:26 (Gigi Gryce) – Registrato il 22 ottobre 1955
6. Kerry Dance – 3:00 (musica: James Lynam Molloy) – Registrato il 22 ottobre 1955

Lato B
Quartet
1. Shuffle Boil – 4:59 (musica: Thelonious Monk) – Registrato il 15 ottobre 1955
2. Brake's Sake – 4:49 (musica: Thelonious Monk) – Registrato il 15 ottobre 1955
3. Gallop's Gallop – 5:25 (musica: Thelonious Monk) – Registrato il 15 ottobre 1955
4. Nica's Tempo – 6:09 (musica: Gigi Gryce) – Registrato il 15 ottobre 1955

## Musicisti
Speculation / In a Meditating Mood / Smoke Signal / Kerry Dance
- Gigi Gryce – sassofono alto
- Art Farmer – tromba
- James Van Dyke – trombone
- Gunther Schuller – corno francese
- Bill Barber – tuba
- Danny Bank – sassofono baritono
- Horace Silver – piano
- Oscar Pettiford – contrabbasso
- Kenny Clarke – batteria

Social Call / (You'll Always Be) The One I Love
- Gigi Gryce – sassofono alto
- Ernestine Anderson – voce
- Art Farmer – tromba
- Eddie Bert – trombone
- Julius Watkins – corno francese
- Bill Barber – tuba
- Cecil Payne – sassofono baritono
- Horace Silver – piano
- Oscar Pettiford – contrabbasso
- Art Blakey – batteria

Shuffle Boil / Brake's Sake / Gallop's Gallop / Nica's Tempo
- Gigi Gryce – sassofono alto
- Thelonious Monk – piano
- Percy Heath – contrabbasso
- Art Blakey – batteria [2]

Note aggiuntive
- Rudy Van Gelder – ingegnere delle registrazioni
- Harold Feinstein – foto e design copertina album originale
- Ira Gitler – note retrocopertina album originale [3]